# Équipe des Pays-Bas de hockey sur glace
Cet article traite de l'équipe masculine. Pour l'équipe féminine, voir Équipe des Pays-Bas féminine de hockey sur glace.
L'équipe des Pays-Bas de hockey sur glace est la sélection nationale des Pays-Bas regroupant les meilleurs joueurs de hockey sur glace néerlandais lors des compétitions internationales. L'équipe est sous la tutelle de la Fédération des Pays-Bas de hockey sur glace. L'équipe est classée 28e au classement IIHF 2019. 

## Entraîneurs
| Période   | Nom des entraîneurs | Nationalité     |
| --------- | ------------------- | --------------- |
| 1935      | Hans Weinberg       | -               |
| 1949-1950 | Andy Andreola       | -               |
| 1952-1953 | Ed Zukiwsky         | Canada          |
| 1961-1962 | Eduard Hopman       | -               |
| 1962-1963 | Frans Franken       | -               |
| 1968-1969 | Bob Naylor          | -               |
| 1971-1973 | Wayne Hunter        | -               |
| 1973-1976 | Bob Jastremski      | -               |
| 1976-1977 | Hal Laycoe          | Canada          |
| 1977-1980 | Hans Westberg       | Suède           |
| 1980-1982 | Augustin Bubník     | Tchécoslovaquie |
| 1982-1983 | Clifford Stewart    | États-Unis      |
| 1984-1985 | Claes-Göran Wallin  | Suède           |
| 1985-1986 | Clifford Stewart    | États-Unis      |
| 1986-1987 | Lou Vairo           | États-Unis      |

| Période     | Nom              | Nationalité       |
| ----------- | ---------------- | ----------------- |
| 1987-1994   | Larry van Wieren | Pays-Bas/ Canada  |
| 1994-2000   | Doug Mason       | Canada/ Pays-Bas  |
| 2000-2001   | Brian de Bruyn   | Canada/ Pays-Bas  |
| 2001-2002   | Manfred Wolf     | Allemagne/ Canada |
| 2002-2003   | Doug Mason       | Canada/ Pays-Bas  |
| 2003-2004   | Martin Trommelen | Pays-Bas          |
| 2004        | Theo van Gerwen  | Pays-Bas          |
| 2004-2006   | Doug Mason       | Canada/ Pays-Bas  |
| 2006-2011   | Tommie Hartogs   | Pays-Bas          |
| 2011-2012   | Larry Suarez     | États-Unis        |
| 2012-2013   | Barry Smith      | États-Unis        |
| 2013 - 2017 | Chris Eimers     | Pays-Bas          |
| Depuis 2017 | Doug Mason       | Canada            |

## Résultats

### Jeux olympiques
- 1920-1976 - Ne participe pas
- 1980 - 9e place
- 1984 - Non qualifié
- 1988-1994 - Ne participe pas
- 1998 - Non qualifié
- 2002 - Non qualifié
- 2006 - Non qualifié
- 2010 - Non qualifié
- 2014 - Non qualifié
- 2018 - Non qualifié
- 2022 - Non qualifié

### Championnats du monde
- 1920-1934 -  Ne participe pas
- 1935 - 15e place
- 1936-1938 -  Ne participe pas
- 1939 - 11e place
- 1947-1949 -  Ne participe pas
- 1950 - 8e place
- 1951 - 10e place (3e du Critérium européen)
- 1952 - 12e place (4e du Groupe B)
- 1953 - 7e place (4e du Tournoi junior)
- 1954 - 13e place (4e du Groupe B)
- 1954-1960 - Ne participe pas
- 1961 - 18e place (4e du Groupe C)
- 1962 - 12e place (4e du Groupe B)
- 1963 - 20e place (5e du Groupe C)
- 1964-1966 - Ne participe pas
- 1967 - 21e place (5e du Groupe C)
- 1968 -  Ne participe pas
- 1969 - 18e place (4e du Groupe C)
- 1970 - 20e place (6e du Groupe C)
- 1971 - 20e place (6e du Groupe C)
- 1972 - 20e place (7e du Groupe C)
- 1973 - 16e place (2e du Groupe C)
- 1974 - 11e place (5e du Groupe B)
- 1975 - 14e place (8e du Groupe B)
- 1976 - 14e place (6e du Groupe B)
- 1977 - 16e place (8e du Groupe B)
- 1978 - 17e place (1er du Groupe C)
- 1979 - 9e place (1er du Groupe B)
- 1981 - 8e place
- 1982 - 16e place (8e du Groupe B)
- 1983 - 17e place (1er du Groupe C)
- 1985 - 14e place (6e du Groupe B)
- 1986 - 13e place (5e du Groupe B)
- 1987 - 15e place (7e du Groupe B)
- 1989 - 17e place (1er du Groupe C)
- 1990 - 16e place (8e du Groupe B)
- 1991 - 15e place (7e du Groupe B)
- 1992 - 14e place (2e du Groupe B)
- 1993 - 15e place  (3e du Groupe B)
- 1994 - 18e place  (6e du Groupe B)
- 1995 - 16e place (4e du Groupe B)
- 1996 - 19e place (7e du Groupe B)
- 1997 - 19e place (7e du Groupe B)
- 1998 - 24e place (8e du Groupe B)
- 1999 - 25e place (1er du Groupe C)
- 2000 - 24e place (8e du Groupe B)
- 2001 - 5e de Division I, Groupe A
- 2002 - 4e de Division I, Groupe A
- 2003 - 4e de Division I, Groupe A
- 2004 - 3e de Division I, Groupe A
- 2005 - 3e de Division I, Groupe B
- 2006 - 5e de Division I, Groupe B
- 2007 - 5e de Division I, Groupe A
- 2008 - 5e de Division I, Groupe A
- 2009 - 5e de Division I, Groupe B
- 2010 - 4e de Division I, Groupe A
- 2011 - 4e de Division I, Groupe A
- 2012 - 3e de Division IB
- 2013 - 3e de Division IB
- 2014 - 5e de Division IB
- 2015 - 6e de Division IB
- 2016 - 1re de Division IIA
- 2017 - 6e de Division IB
- 2018 - 1re de Division IIA
- 2019 - 1re de Division IB
- 2020 - Annulé en raison du coronavirus
- 2021 - Annulé en raison du coronavirus
- 2022 - 2e de Division IIA)

Note :  Promue ;  Reléguée

### Championnat d'Europe
- 1910-1934 - Ne participe pas
- 1935 - 14e place
- 1936-1938 - Ne participe pas
- 1939 - 9e place
- 1947-1949 - Ne participe pas
- 1950 - 6e place
- 1951-1979 - Ne participe pas
- 1981 - 6e place
- 1982-1991 - Ne participe pas

### Classement mondial
| Année     | Rang | Points | Progression |
| --------- | ---- | ------ | ----------- |
| 2003      | 25   | -2 135 |             |
| 2004      | 23   | 2 015  | +2          |
| 2005      | 23   | 1 885  | ±0          |
| Fév. 2006 | 23   | 2 400  | ±0          |
| Mai 2006  | 23   | 2 360  | ±0          |
| 2007      | 24   | 2 155  | -1          |
| 2008      | 24   | 1 935  | ±0          |
| 2009      | 24   | 1 755  | ±0          |
| Fév. 2010 | 25   | 2 185  | -1          |
| Mai 2010  | 25   | 2 210  | ±0          |

| Année        | Rang | Points | Progression |
| ------------ | ---- | ------ | ----------- |
| 2011         | 25   | 2 080  | ±0          |
| 2012         | 24   | 1 925  | +1          |
| 2013         | 24   | 1 765  | ±0          |
| Fév. 2014    | 24   | 2 355  | ±0          |
| Mai 2014     | 25   | 2 305  | -1          |
| 2015         | 25   | 2 065  | ±0          |
| 2016         | 27   | 1 825  | -2          |
| 2017         | 28   | 1 625  | -1          |
| février 2018 | 28   | 2 080  | ±0          |
| Mai 2018     | 28   | 2 060  | ±0          |
| 2019         | 28   | 1 910  | ±0          |

## Équipe des moins de20 ans

### Championnats d'Europe junior
- 1968-1971 - Ne participe pas
- 1972 - 9e du Groupe B
- 1973 - 10e du Groupe B
- 1974-1976 - Ne participe pas
- 1977 - 7e du Groupe B
- 1978 - 6e du Groupe B
- 1979 - 5e du Groupe B
- 1980 - 8e du Groupe B
- 1981 - 1er du Groupe C
- 1982 - 3e du Groupe B
- 1983 - 1er du Groupe B
- 1984 - 8e place
- 1985 - 4e du Groupe B
- 1986 - 8e du Groupe B
- 1987 - 1er du Groupe C
- 1988 - 7e du Groupe B
- 1989 - 5e du Groupe B
- 1990 - 7e du Groupe B
- 1991 - 8e du Groupe B
- 1992 - 2e du Groupe C
- 1993 - 8e du Groupe C
- 1994 - 9e du Groupe C
- 1995 - 3e du Groupe C2
- 1996 - 1er du Groupe D
- 1997 - 8e du Groupe C
- 1998 - 2e du Groupe D

### Championnats du monde junior
- 1977-1978 - Ne participe pas
- 1979 - 6e du Groupe B
- 1980 - 4e du Groupe B
- 1981 - 4e du Groupe B
- 1982 - 7e du Groupe B
- 1983 - 6e du Groupe B
- 1984 - 5e du Groupe B
- 1985 - 2e du Groupe B
- 1986 - 6e du Groupe B
- 1987 - 7e du Groupe B
- 1988 - 7e du Groupe B
- 1989 - 8e du Groupe B
- 1990 - 1er du Groupe C
- 1991 - 6e du Groupe B
- 1992 - 6e du Groupe B
- 1993 - 8e du Groupe B
- 1994 - 6e du Groupe C
- 1995 - 7e du Groupe C1
- 1996 - 7e du Groupe C
- 1997 - 8e du Groupe C
- 1998 - 2e du Groupe D
- 1999 - 2e du Groupe D
- 2000 - 3e du Groupe D
- 2001 - 1er de Division III
- 2002 - 7e de Division II
- 2003 - 2e de Division II, Groupe B
- 2004 - 3e de Division II, Groupe A
- 2005 - 3e de Division II, Groupe A
- 2006 - 2e de Division II, Groupe A
- 2007 - 2e de Division II, Groupe B
- 2008 - 2e de Division II, Groupe B
- 2009 - 3e de Division II, Groupe B
- 2010 - 2e de Division II, Groupe B
- 2011 - 2e de Division II, Groupe A
- 2012 - 5e Division IIA
- 2013 - 4e de Division IIA
- 2014 - 3e de Division IIA
- 2015 - 4e de Division IIA
- 2016 - 5e de Division IIA
- 2017 - 5e de Division IIA
- 2018 - 6e de Division IIA
- 2019 - 3e de Division IIB
- 2020 - 2e de Division IIB
- 2021 - Annulé en raison du coronavirus
- 2022 - 2e de Division IIB
- 2023 - 5e de Division IIA

## Équipe des moins de18 ans

### Championnats du monde moins de18 ans
- 1999 - 2e de Division II Europe
- 2000 - 2e de Division II Europe
- 2001 - 1er de Division III
- 2002 - 5e de Division II
- 2003 - 3e de Division II, Groupe B
- 2004 - 3e de Division II, Groupe A
- 2005 - 3e de Division II, Groupe A
- 2006 - 2e de Division II, Groupe A
- 2007 - 1er de Division II, Groupe A
- 2008 - 6e de Division I, Groupe B
- 2009 - 4e de Division II, Groupe B
- 2010 - 4e de Division II, Groupe B
- 2011 - 2e de Division II, Groupe B
- 2012 - 6e de Division IIA
- 2013 - 1er de Division IIB
- 2014 - 4e de Division IIA
- 2015 - 4e de Division IIA
- 2016 - 6e de Division IIA
- 2017 - 4e de Division IIB
- 2018 - 4e de Division IIB
- 2019 - 3e de Division IIB
- 2020 - Annulé en raison du coronavirus
- 2021 - Annulé en raison du coronavirus
- 2022 - 3e de Division IIB
- 2023 -